# رینولد نیکلسون
رِنالد الین نیکلسون (به انگلیسی: Reynold Alleyne Nicholson)‏ (۱۹ اوت ۱۸۶۸–۲۷ اوت ۱۹۴۵) خاورشناس و اسلام‌شناس انگلیسی، شارح و مترجم آثار عرفانی از فارسی به انگلیسی است.

## زندگی
رِنالد الین نیکلسون در ۱۹ اوت ۱۸۶۸ در یورکشر در انگلستان متولد شد. پدر او استاد دانشگاه ابردین در اسکاتلند بود و او نیز تحصیلات عالی را از آنجا شروع کرد. سپس به دانشگاه کمبریج رفت و به فراگرفتن ادب یونانی و لاتین مشغول شد و در ۱۸۹۰ در امتحانات آن رشته رتبهٔ اول را حائز گردید. چون پدربزرگ او علاقه‌مند به زبان عربی و تاریخ عرب بود، از کودکی رغبتی به آموختن زبان عربی و معارف اسلامی پیدا کرده بود، و در کمبریج به تحصیل زبان عربی پرداخت. در ۱۸۹۲ برای اولین بار به دیدار ادوارد براون نایل آمد و از آن پس به آموختن فارسی مشغول شد. چون ادوارد براون دلبستگی خاصی به آثار عارفان ایران داشت، نیکلسن برای پایان‌نامهٔ دکتری خود به راهنمایی او دیوان شمس، مجموعهٔ غزل‌های جلال‌الدین محمد بلخی را برگزید و منتخبی از آن را در ۱۸۹۸ در سی سالگی به انگلیسی ترجمه کرد و همراه با متن اصلی به چاپ رساند.
در ۱۹۰۱ به معلمی زبان فارسی در دانشگاه لندن منصوب شد و یک سال بعد همین سمت را در دانشگاه کمبریج عهده‌دار شد و این مقام را تا زمان درگذشت ادوارد براون در ۱۹۲۶ دارا بود. از آن تاریخ کرسی زبان عربی (موسوم به کرسی سر تامس اَدم) به عهدهٔ او گذاشته شد تا در سال ۱۹۳۳ در سن ۶۵ سالگی از دانشگاه بازنشسته شد. طی این دوران بسیاری از متون مهم فارسی و عربی را ترجمه، تصحیح و منتشر کرد. همچنین تعدادی از برجسته‌ترین خاورشناسان انگلیسی تربیت‌یافتگان او بودند، از جمله چارلز استوری که جانشین او در دانشگاه کمبریج شد، و آرتور آربری که بعداً متصدی کرسی دانشگاهی او شد. رِنالد نیکلسون در ۲۷ اوت ۱۹۴۵ درگذشت.

## آثار
آثار مهم او را در چهار بخش می‌توان تقسیم‌بندی کرد:
- بخش اول شامل تألیف کتاب «تاریخ ادبیات عرب» (به انگلیسی) است که از زمان انتشار در سال ۱۹۰۷ همواره کتاب مرجع دانشگاهی در این موضوع بوده‌است، و همچنین کتاب‌های دروس عربی در سه جلد و متن و شرح دیوان ابن عربی به نام ترجمان‌الاشواق (۱۹۱۱) و کتاب اللمع فی التصوف با مقدمه و ترجمهٔ خلاصه به انگلیسی (۱۹۱۴).
- بخش دوم کتاب‌هایی است که در موضوع تصوف و عرفان اسلامی تألیف کرده و گویای درجهٔ تعمق و قریحهٔ نیرومند اوست. از جملهٔ این کتاب‌ها «عارفان اسلام» (۱۹۱۴) و «مطالعات در باب تصوف اسلامی» (۱۹۲۱) است.
- بخش سوم شامل تصحیح انتقادی متون عرفانی فارسی است از جمله منتخبات دیوان شمس در ابتدا، تصحیح تذکرةالاولیا عطار که جلد اول در ۱۹۰۵ و جلد دوم در ۱۹۰۷ به انضمام فهرست اعلام و لغات نادر با مقدمه‌ای از محمد قزوینی در شرح حال فریدالدین عطار در لندن منتشر شد؛ ولی مهم‌ترین اثر او در این دسته متن مثنوی مولوی در سه جلد است که سالیان دراز صرف تصحیح و تنقیح آن شده‌است.
- بخش چهارم ترجمه‌هایی است که رنالد نیکلسن از متون فارسی، عربی و ترکی عثمانی به انگلیسی انجام داده‌است. از این دسته ترجمهٔ کشف‌المحجوب هجویری در تاریخ تصوف و عقاید صوفیه یک بار در ۱۹۱۱ و بار دیگر در ۱۹۳۶ در لندن به چاپ رسیده‌است. اما بزرگ‌ترین و مهم‌ترین اثر او در این قسمت ترجمهٔ مثنوی مولوی و شرح بر مثنوی به انگلیسی در هشت جلد (انتشاریافته بین سال‌های ۱۹۲۵ و ۱۹۴۰) است که شاهکار او به‌شمار می‌آید و گواه تبحر نیکلسون در زبان و ادبیات فارسی و فلسفه و اخلاق و مذهب و اخبار و احادیث اسلامی است. درک عمیق نیکلسن از اسلام و مسلمانان از آنجا بیشتر مایهٔ شگفتی است که او هیچ‌گاه به خارج از اروپا سفر نکرد.